# Toepolev Tu-91
De Toepolev Tu-91 (Russisch: Туполев Ту-91) (NAVO-codenaam: Boot) was een Sovjet maritieme aanvalsbommenwerper. Hij is alleen als prototype gebouwd, en het project werd geschrapt na de dood van Stalin.
Stalin beval een agressieve maritieme uitbreiding om de maritieme superioriteit van de VS het hoofd te bieden. Dit hield in het bouwen van extra oorlogsschepen en een vloot van vliegdekschepen. Een vloot bommenwerpers om effectief de vloot van de VS aan te kunnen vallen en te vernietigen was nodig, de basis voor de Tu-91, die vanaf vliegdekschepen moest kunnen opereren. In feite was het een vliegende tank, zwaar gepantserd en bewapend. Echter, na de dood van Stalin, blies Nikita Chroesjtsjov het project af en concentreerde zich meer op de ontwikkeling van ICBM's en strategische nucleaire strijdkrachten.
Bommenwerpers: TB-1 · TB-3 · Tu-2 · Tu-4 · Tu-14 · Tu-16 · Tu-20 · Tu-22 · Tu-22M · Tu-26 · Tu-95 · Tu-126 · Tu-160

Gevechtsvliegtuigen: R-6 · Tu-28 · Tu-128  —  Verkenningsvliegtuigen: Tu-95 · Tu-142

Verkeersvliegtuigen: Tu-104 · Tu-114 · Tu-124 · Tu-134 · Tu-144 · Tu-154 · Tu-204 · Tu-214 · Tu-244 · Tu-334 · Tu-444

Overig/Experimenteel: ANT-1 · ANT-2 · ANT-4 · ANT-7 · ANT-16 · ANT-20 · ANT-58 · ANT-103 · Tu-70 · Tu-72 · Tu-75 · Tu-80 · Tu-85 · Tu-91 · Tu-96 · Tu-98 · Tu-102 · Tu-105 · Tu-107 · Tu-110 · Tu-116 · Tu-119 · Tu-125 · Tu-155 · Tu-156 · Tu-206 · Tu-216